# IC 4601
IC 4601 — галактика типу RN+* () у сузір'ї Скорпіон.
Цей об'єкт міститься в оригінальній редакції індексного каталогу.